# Farmobil
Das Farmobil ist ein Geländewagen der Fahr AG in Gottmadingen am Bodensee. Das Allzweckfahrzeug sollte Kunden in der Landwirtschaft, im Gewerbe, der Feuerwehr, der Jagdbetriebe und Kommunen ansprechen.

## Entwicklung
Die Maschinenfabrik Fahr von Wilfried Fahr in Gottmadingen am Bodensee begann 1955 mit der Entwicklung eines Allzweckmobils. Diese Universalfahrzeuge, wie ein Unimog oder ein Steyr Puch Haflinger, sollten einen großen Kundenkreis ansprechen. Mit Zapfwellen konnten landwirtschaftliche Geräte, aber auch Aggregate von Feuerwehr oder Kommunalfahrzeugen betrieben werden. Eine hohe Zuladung von mehr als 500 kg sollte den Transport von Personen und sonstiger Beladung für einen großen Käuferkreis attraktiv machen. Das Fahrzeug wurde Farmobil genannt, eine Kombination aus Firmenname (Fahr AG), dem Begriff Farm für die Landwirtschaft und der Mobilität. Der erste Prototyp wurde 1956 mit einem Motorradmotor von Horex ausgestattet. Das Aggregat aus dem Modell Imperator hatte 392 cm³ und leistete etwa 26 PS. Mit einem Vierganggetriebe erreichte der Prototyp 80 km/h. Die erste Achskonstruktion konnte bei Testfahrten nicht überzeugen, so dass auf eine Einzelradaufhängung umkonstruiert wurde.

## Prototypen
Insgesamt wurden 15 Fahrzeuge der Prototypen von I bis V gefertigt.

### Farmobil I 1956
Motor aus Horex-Motorrad Imperator 392 cm³ mit 20 bis 26 PS, Vierganggetriebe, Verbundachsen, Zahnstangenlenkung

### Farmobil II 1957
Optimierter Horexmotor, Fünfganggetriebe von GETRAG (Selectomat), Einzelradaufhängung, Zahnstangenlenkung, Rohrrahmen, geschlossene und offene Ausführung

### Farmobil III 1958
Motor aus dem BMW 600, Vierganggetriebe BMW, Antriebseinheit weiter in Richtung Hinterachse verschoben, ZF-Gemmerlenkung

### Farmobil IV 1960
Motor, Getriebe; Radaufhängung, Bremsen aus dem BMW 700

### Farmobil V 1961
Runder Vorbau wurde durch eckigen (kostengünstigeren) ersetzt, Federweg modifiziert, Sperrdifferential, Zapfwelle

## Farmobil VI 1962
Das Farmobil VI war ein Lizenzbau in Griechenland bei FARCO; NAMCO, gegründet durch Petros Tzanetos Kontogouris. 1962 wurden die ersten Fahrzeuge produziert. 1963 wurde das Unternehmen durch Chrysler übernommen. 1964 erhielten Fahrzeuge für den französischen Markt den 2-CV-Motor, Fahrzeuge für die englische Armee Hillman-Motoren.
Insgesamt wurden etwa 1000 Fahrzeuge produziert. 2005 waren noch etwa 100 Stück vorhanden, die hauptsächlich in Sammlerhänden sind.

## Modellübersicht
| Fahrzeugtyp:                | Farmobil 700 | |
| --------------------------- | --- | --- |
| Bauzeitraum                 | 1960 bis 1966 (ab 1962 Serienfahrzeuge aus Griechenland) | 1960 bis 1966 (ab 1962 Serienfahrzeuge aus Griechenland) |
| Motor                       | BMW 427 | BMW 427 |
| Hubraum                     | 697 cm³ | 697 cm³ |
| Bohrung × Hub               | 78 mm × 73 mm | 78 mm × 73 mm |
| Vergaser                    | 1 Fallstrom | 1 Fallstrom |
| Verdichtung                 | 7,5 : 1 | 7,5 : 1 |
| Leistung                    | 24 kW (32 PS) bei 5000/min | 24 kW (32 PS) bei 5000/min |
| Drehmoment                  | 50 Nm bei 3200/min | 50 Nm bei 3200/min |
| Antrieb                     | Viergang-Schaltgetriebe, Hinterradantrieb; | Viergang-Schaltgetriebe, Hinterradantrieb; |
| Karosserie                  | Selbsttragend, Seitenwände mittragend durch 2 Längsträger verstärkt und mit Bodenblech verschweißt | Selbsttragend, Seitenwände mittragend durch 2 Längsträger verstärkt und mit Bodenblech verschweißt |
| Fahrwerk                    | Vorderradaufhängung: Einzelradaufhängung an Dreiecksquerlenkern; Federbeine, Schraubenfedern, geschobene Längsschwinge, hydraulische Stoßdämpfer, Hinterradaufhängung: gezogene Längsschwinge, Schraubenfedern, Dreieckquerlenker unten, hydraulische Stoßdämpfer | Vorderradaufhängung: Einzelradaufhängung an Dreiecksquerlenkern; Federbeine, Schraubenfedern, geschobene Längsschwinge, hydraulische Stoßdämpfer, Hinterradaufhängung: gezogene Längsschwinge, Schraubenfedern, Dreieckquerlenker unten, hydraulische Stoßdämpfer |
| Lenkung                     | ZF-Gemmerlenkung | ZF-Gemmerlenkung |
| Bremsen                     | Trommeln hydraulisch wirkend, Einkreis, Ø 200 mm, Bremsfläche 584 cm² | Trommeln hydraulisch wirkend, Einkreis, Ø 200 mm, Bremsfläche 584 cm² |
| Bereifung                   | 5.20-12 oder 145 R 12, Geländereifen Spezial Multigrip | 5.20-12 oder 145 R 12, Geländereifen Spezial Multigrip |
| Radstand                    | 1760 mm | 1760 mm |
| Maße L × B × H              | 3350 mm × 1595 mm × 1550 mm | 3350 mm × 1595 mm × 1550 mm |
| Kofferraum                  | keine Angabe | keine Angabe |
| Leergewicht (getankt)       | 584 kg | 584 kg |
| Zuladung                    | 616 kg | 616 kg |
| Höchstgeschwindigkeit       | 76 km/h | 76 km/h |
| Beschleunigung (0–100 km/h) | nicht bekannt | nicht bekannt |
| Kraftstofftank              | 35 Liter | 35 Liter |
| Stückzahl                   | ca. 1000 | ca. 1000 |